# Kopyciak zielony
Kopyciak zielony (Hoplia parvula) – gatunek chrząszcza z rodziny poświętnikowatych i podrodziny chrabąszczowatych. Zamieszkuje wschodnią część Europy i zachód Kazachstanu.

## Taksonomia
Gatunek ten opisany został po raz pierwszy w 1832 roku przez Johanna Krynickiego na łamach „Bulletin de la Société impériale des naturalistes de Moscou”. Jako lokalizację typową wskazano Charków.

## Morfologia
Chrząszcz o podługowato-jajowatym w zarysie ciele długości od 6 do 9 mm. Ubarwienie oskórka ma czarnobrunatne do czarnego, jednak bardzo gęsto porastają go regularnie rozmieszczone, okrągłe lub owalne łuski barwy zielonkawej, srebrzystozielonej, zielonkawozłotej lub ochrowozielonej (na spodzie ciała czasem srebrzystej), przez co tło jest całkiem lub prawie całkiem niewidoczne.
Na głowie spomiędzy łusek wyrastają rzadkie, krótkie do stosunkowo długich włoski o jasnym ubarwieniu. Czoło jest silnie sklepione. Nadustek jest krótki, zaokrąglony i na przedzie uniesiony, łyżeczkowaty. Czułki są czarne, u obu płci zbudowane z dziewięciu członów.
Przedplecze jest najszersze pośrodku i ma spiczaste kąty przednie oraz tępe kąty tylne. Spomiędzy łusek przedplecza wyrastają rzadkie, jasne, krótkie włoski, a po jego bocznych krawędziach występują grubsze szczecinki. Na pokrywach włoski wyrastające spomiędzy łusek są jeszcze krótsze i rzadsze. Odnóża są ciemnobrązowe do czarnych, rzadko u samicy czerwonobrązowe. U samca mają one stopy tęższe i trochę krótsze niż u samicy. Golenie przedniej pary mają dwa wyraźne ząbki, a czasem także trzeci mniej wyraźny; ząbki te są smukłe i skierowane ukośnie ku przodowi. Stopy przedniej pary u obu płci osadzone są przy nasadzie wierzchołkowego zęba goleni. Stopy przedniej i środkowej pary cechują się pazurkiem zewnętrznym rozszczepionym, mniejszym i dochodzącym zwykle do ⅓ (nigdy nie sięgającym wyraźnie dalej niż ½) długości większego pazurka wewnętrznego. Odnóża tylnej pary charakteryzują się pazurkami pozbawionymi rowka na stronie wewnętrznej i nierozszczepionymi.
Odwłok ma na każdym sternicie pojedynczy szereg szczecinek między łuskami. Propygidium jest w całości zarośnięte łuskami. Po bokach nasadowej części pygidium obecne są szerokie wgłębienia.

## Ekologia i występowanie

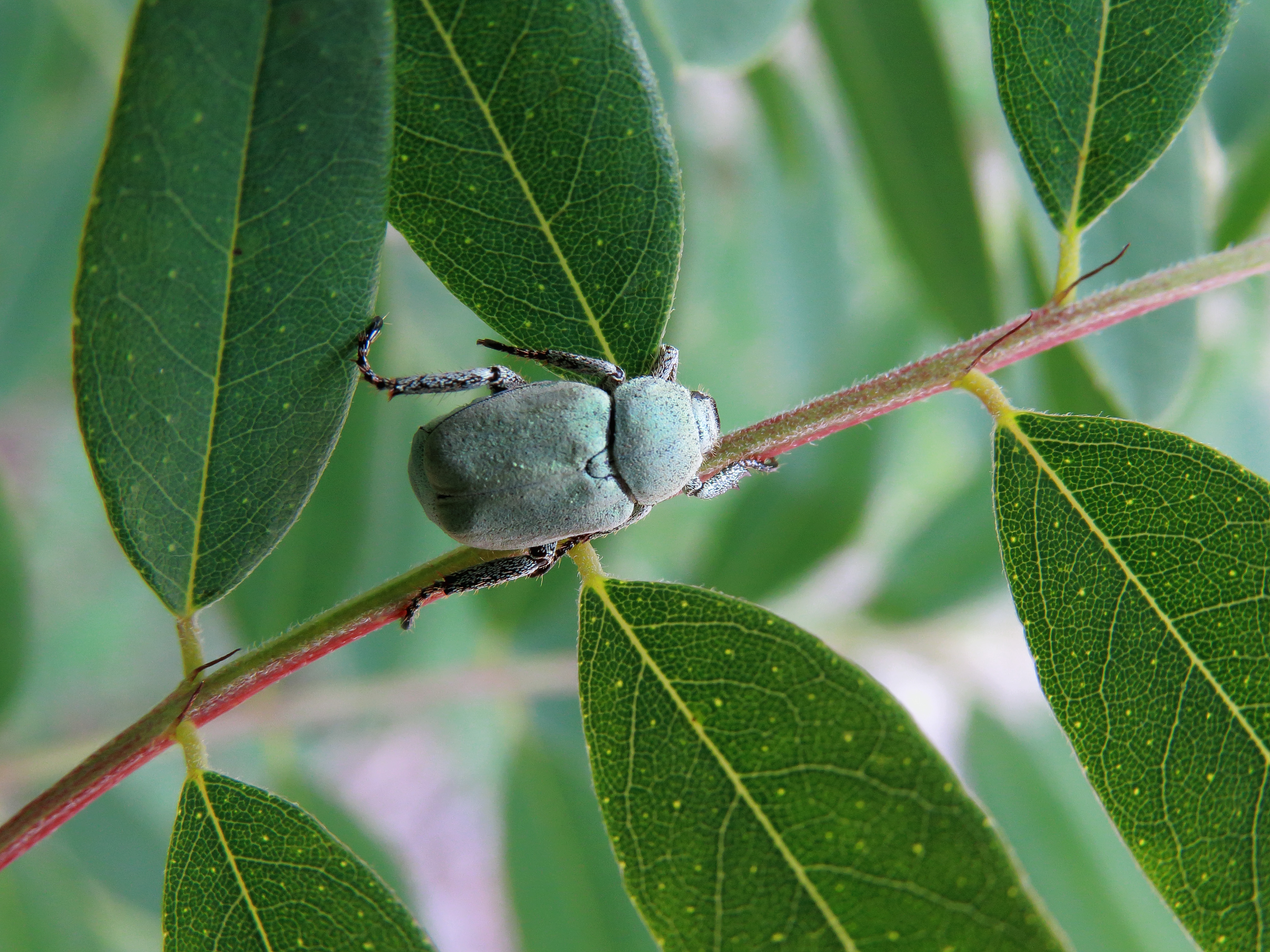
Imago na wierzbie

Owad ten zasiedla tereny o glebach lekkich, zwłaszcza piaszczystych, w tym pobrzeża wód, nadmorskie wydmy, łąki i pastwiska. Aktywne osobniki dorosłe spotyka się od maja lub czerwca do lipca. Bytują na różnych roślinach, najchętniej na wierzbach. Pędraki rozwijają się w glebie, żerując na korzeniach roślin; stanowią stadium zimujące.
Gatunek palearktyczny, głównie wschodnioeuropejski. Podawany jest z Estonii, Łotwy, Litwy, Polski, Białorusi, Ukrainy, europejskiej części Rosji i Kazachstanu. Na wschód sięga po Wołgę i północne wybrzeże Morza Kaspijskiego. Nad Bałtykiem miejscami bywa liczny.
W Polsce kopyciak ten znany jest głównie z Pobrzeża Bałtyku, aczkolwiek pojedyncze doniesienia pochodzą także z rozproszonych stanowisk z Pojezierza Pomorskiego, Niziny Wielkopolsko-Kujawskiej, Niziny Mazowieckiej, Podlasia, Puszczy Białowieskiej, Wyżyny Lubelskiej, Roztocza i Górnego Śląska. Na „Czerwonej liście zwierząt ginących i zagrożonych w Polsce” umieszczony został jako gatunek najmniejszej troski (LC).